# Лас-Лахас (церква)
Церква Богоматері Розаріо-де-Лас-Лахас — мала базиліка в Іпіалесі, департамент Наріньо, на півдні Колумбії. Є місцем паломництва та туризму з XVIII століття.

## Географічне положення
Церква розташована в каньйоні річки Ґуаїтара в муніципалітеті Іпіалес, за сім кілометрів від муніципального центру, в департаменті Наріньо, Колумбія, за 10 км від кордону з Еквадором.

## Архітектура
Сучасна неоготична будівля, збудована на початку XX ст., замінила каплицю XVIII ст. Вона становить собою церкву з сірого та білого каменю, що наслідує пізню готику XIV ст., складається з трьох нефів, побудованих на двоарковому мосту, що перетинає річку і виконує роль атріуму або майданчика для базиліки, одночасно з'єднуючи її з іншою стороною каньйону.
Висота храму від основи до вежі становить 100 м, висота мосту 50 м, ширина 17 м і довжина 20 м.
Головна будівля має розміри 27,50 м завдовжки і 15 м завширшки. Всередині три нефи перекриті нервюрними склепіннями. Вдень її освітлення забезпечується сонячним промінням, що проходить крізь вітражі, зроблені німцем Вальтером Вольфом. Дном — або апсидою — трьох нефів є природна кам'яна стіна каньйону, а в центральній наві виділяється зображення Богородиці Розаріо, намальоване невідомим автором на плиті (ісп. laja). Підвал самого храму, окрім двох напівкруглих арок мосту, становить собою крипту в імітації романського стилю, з трьома навами, перекритими циліндричними склепіннями з кам'яною конструкцією, присвяченою Пресвятому Серцю Ісуса.
Зовні виділяються три вежі, що закінчуються шпилями, прикрашені грудками та листям, а також вікна, троянди, аркбутани, контрфорси та пінаклі.
Стіни, що оточують входи до святилища, характерно розташовані в шаховому порядку згідно з земним рельєфом, наповнені підношеннями і табличками з подяками за отримані ласки, а також ортопедичними пристроями, які свідчать про зцілення, приписувані шанобливим звертанням до Діви Марії.

## Історія

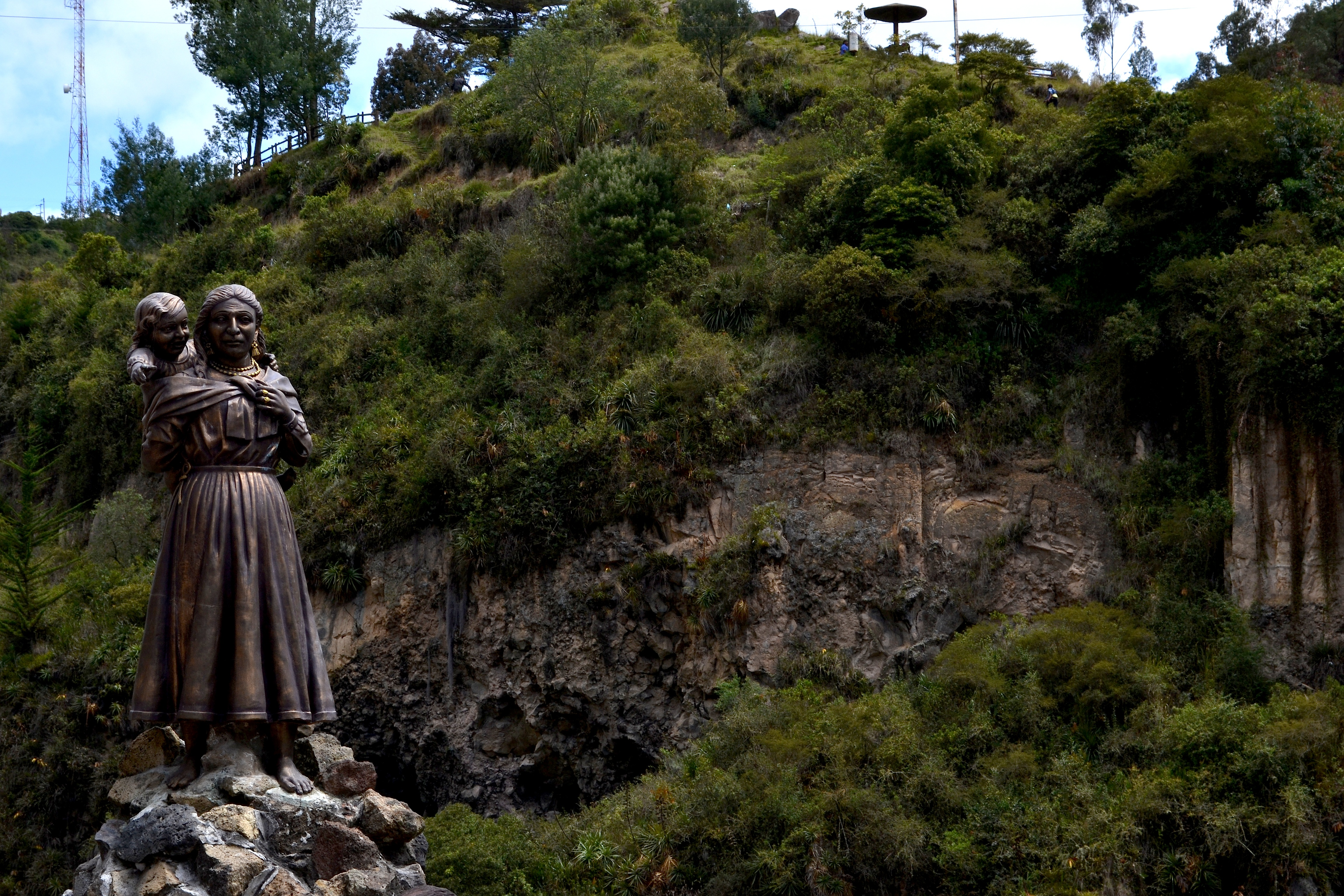
Скульптура індіанки Марії Муесес та її дочки Рози

Францисканець Хуан де Санта Гертрудіс у своїй хроніці подорожей через південь Королівства Нова Гранада між 1756 та 1762 роками, опублікованій у чотирьох томах під заголовком «Чудеса природи», згадує в книзі III святилище, що є, можливо, найстарішою згадкою про його існування.

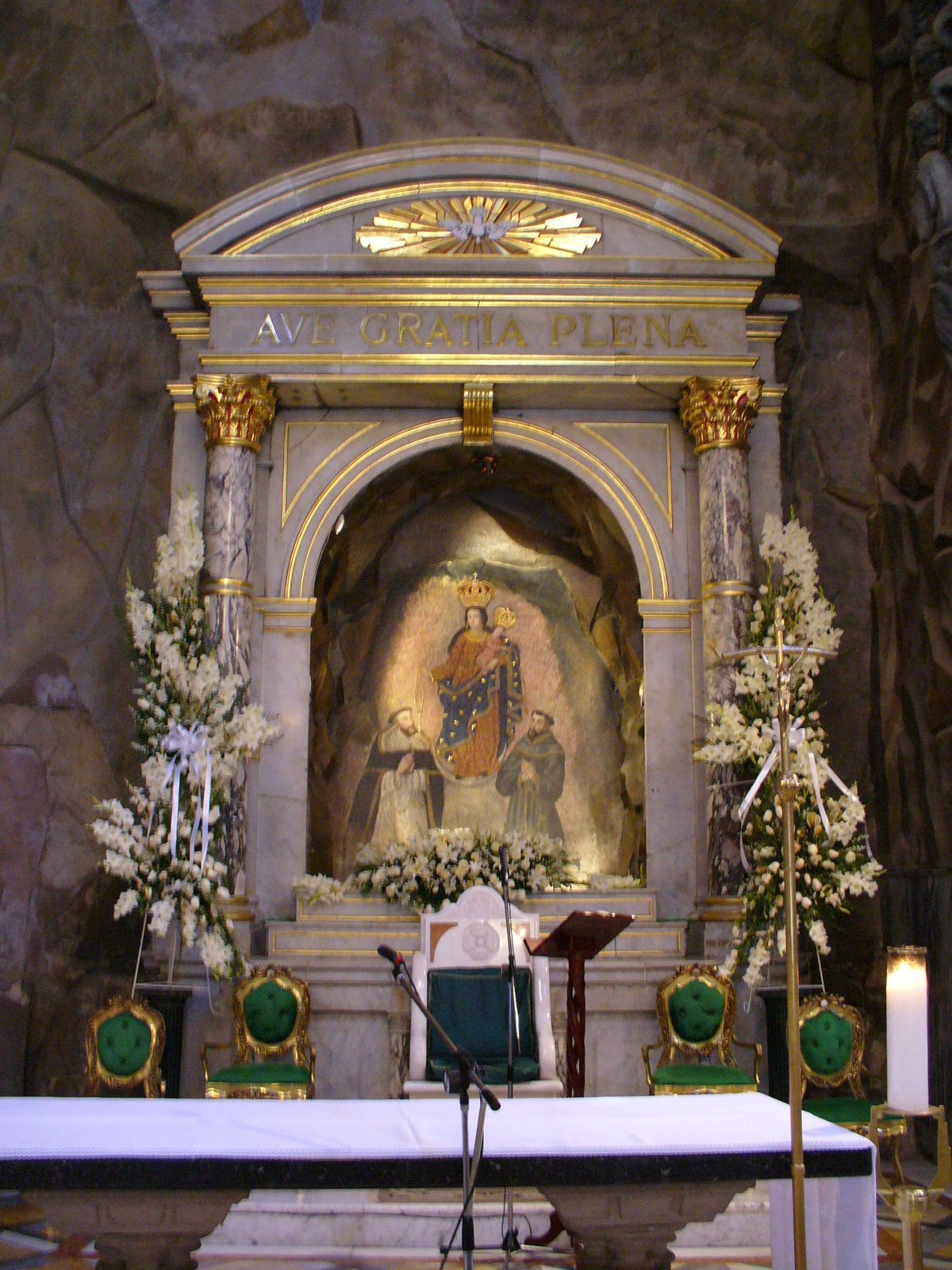
Головний вівтар святилища з розписом на камені Богоматері де лас Лахас

Згодом монсеньйор Хустіно Мехіа-і-Мехіа, капелан святилища між 1944 і 1977 роками та історик, розповів загальновідому історію про те, як приблизно в 1754 році зображення Діви Розаріо було виявлене індіанською жінкою на ім'я Марія Муесес з її маленькою дочкою Розою, коли вони їхали з Іпіалеса до свого дому в Потосі. Побачивши, що їх застав шторм, Марія та її дочка шукали притулку на узбіччі дороги серед порожнин, утворених плоскими широкими каменями, чи то пак величезними природними плитами (lajas), які характеризують цю ділянку річкового каньйону. На подив матері, дівчина, яка до того часу вважалася глухонімою, привернула її увагу словами: «Мамо, метиса кличе мене…», вказуючи на явище, напевно навіяне спалахом блискавки.
Після того, як влада та жителі регіону перевірили правдивість подій, які церковна влада класифікувала як диво, з 15 вересня 1754 року це місце стало об'єктом паломництва для всього регіону, включаючи північний Еквадор.

### Будівництво святилища

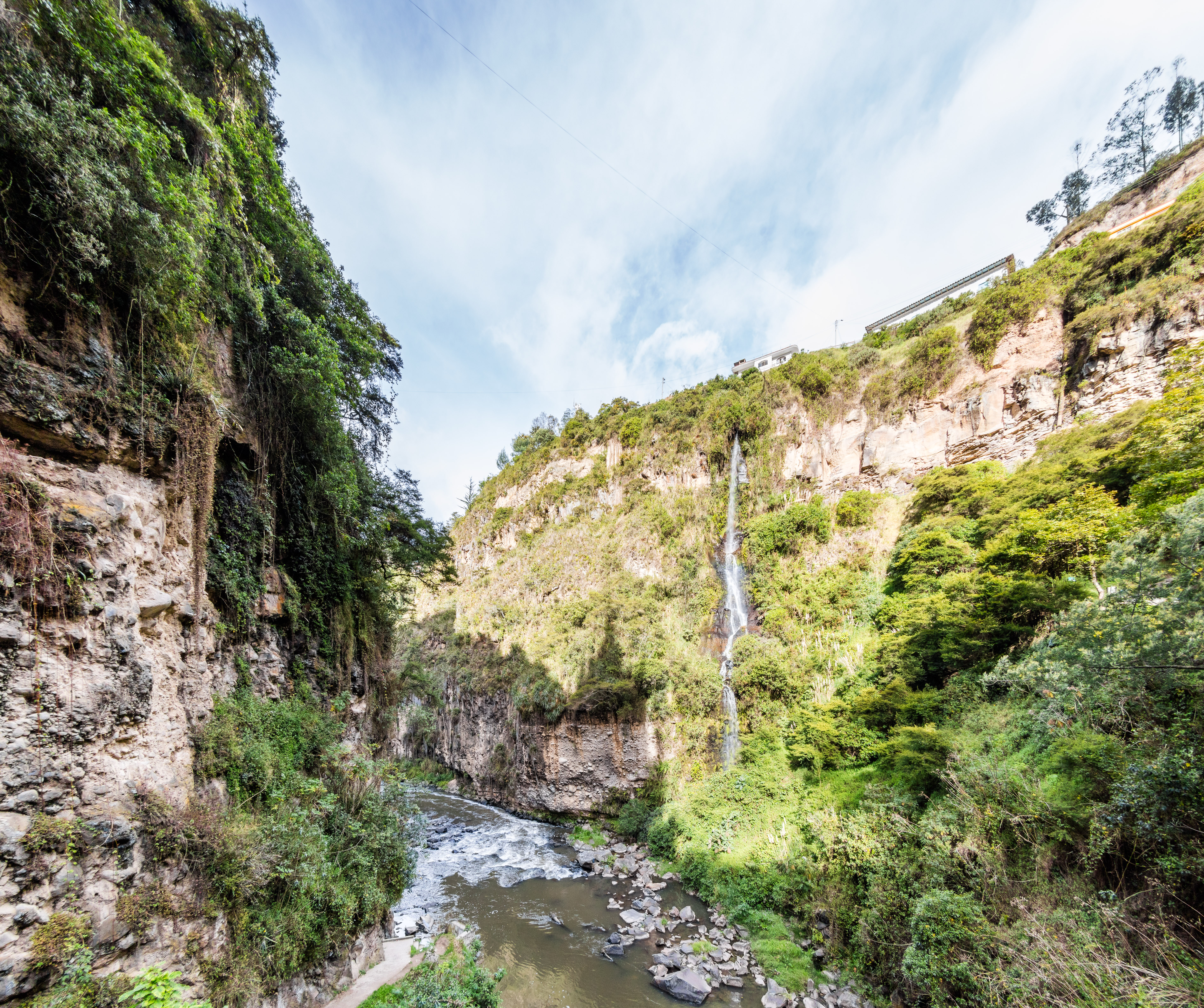
Водоспад і річка Гуайтара

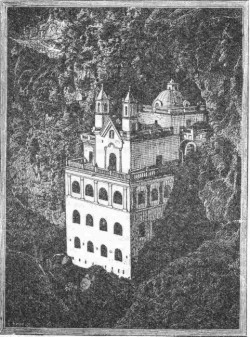
Святилище Лас-Лахас у третьому періоді, згідно з гравюрою 1853 року.

Історія подальшого будівництва святилища містить п'ять чітко визначених періодів.
- Перший етап передбачав будівництво хижі з дерева та соломи, що протрималася 40 років.
- Другий — спорудження каплиці з цегли та вапна, із завершенням купола.
- У третьому будівля була розширена в південно-західному напрямку за участю еквадорського архітектора Маріано Аулестіа. Будівництво, що тривало більше століття, викликало захоплення своєю сміливістю. Письменник, а згодом президент Колумбії Сантьяго Перес Маносальва у своїй хроніці під назвою «Записки з подорожі півднем Нової Гранади в 1853 році»[5] відзначає:

«Просуваючись на південь і спускаючись ніби спіральним каменем, мандрівник раптом знаходить посеред скель ніби висічену в їхньому серці каплицю, зовнішня частина якої зухвало й витончено нахиляється над прірвою. Ця частина є кладкою; внутрішня частина утворена самою скелею, розрізаною на плити, і на одній з них можна побачити намальований олією образ Богородиці, що його зростила природа, а людина завершила цей вівтар у надрах скелі. Води течуть сорока футами нижче; відроги виглядають похмуро і кам'янисто; навколо юрмиться ліс, і всі обриси постають з дикою величчю.»Оригінальний текст (ісп.)
Adelantando hacia el sur y descendiendo como por una espiral de piedra, de repente halla el viajero, en medio de peñascos y como labrada en el corazón de ellos, una capilla, cuya parte externa se asoma atrevida y graciosamente sobre el precipicio. Esta parte es de mampostería; el interior es todo formado por la roca misma, cortada en lajas, y en una de éstas se ve dibujada al óleo la imagen de la Virgen, a quien ha levantado la naturaleza y el hombre completado este altar en las entrañas de la peña. Las aguas corren cuarenta pies abajo; las murallas se destacan agrias y rocallosas; el bosque se tupe alrededor, y todos los contornos se presentan con silvestre majestad.
- Четвертий — проєктування скверу та мосту з двома арками.
- П'ятий пов'язаний із будівництвом нинішньої святині. Воно розпочалося 1 січня 1916 року освяченням наріжного каменю. Роботою керували еквадорський інженер Х. Гуальберто Перес і колумбійський архітектор Лусіндо Еспіноса, і вона була закінчена в серпні 1949 року. За оцінками, вартість становила 1 850 000 колумбійських песо того часу (приблизно 1 000 000 доларів[6]), отриманих завдяки внескам численних вірян, переважно з Колумбії та Еквадору.

План і фасад попереднього, романського, проєкту церкви, створений за копіями напрацювань Гуальберто Переса, Авраама Джакометті та Лусіндо Еспіноси, був повністю змінений і зрештою трансформувався в готичний стиль.

### Віхи

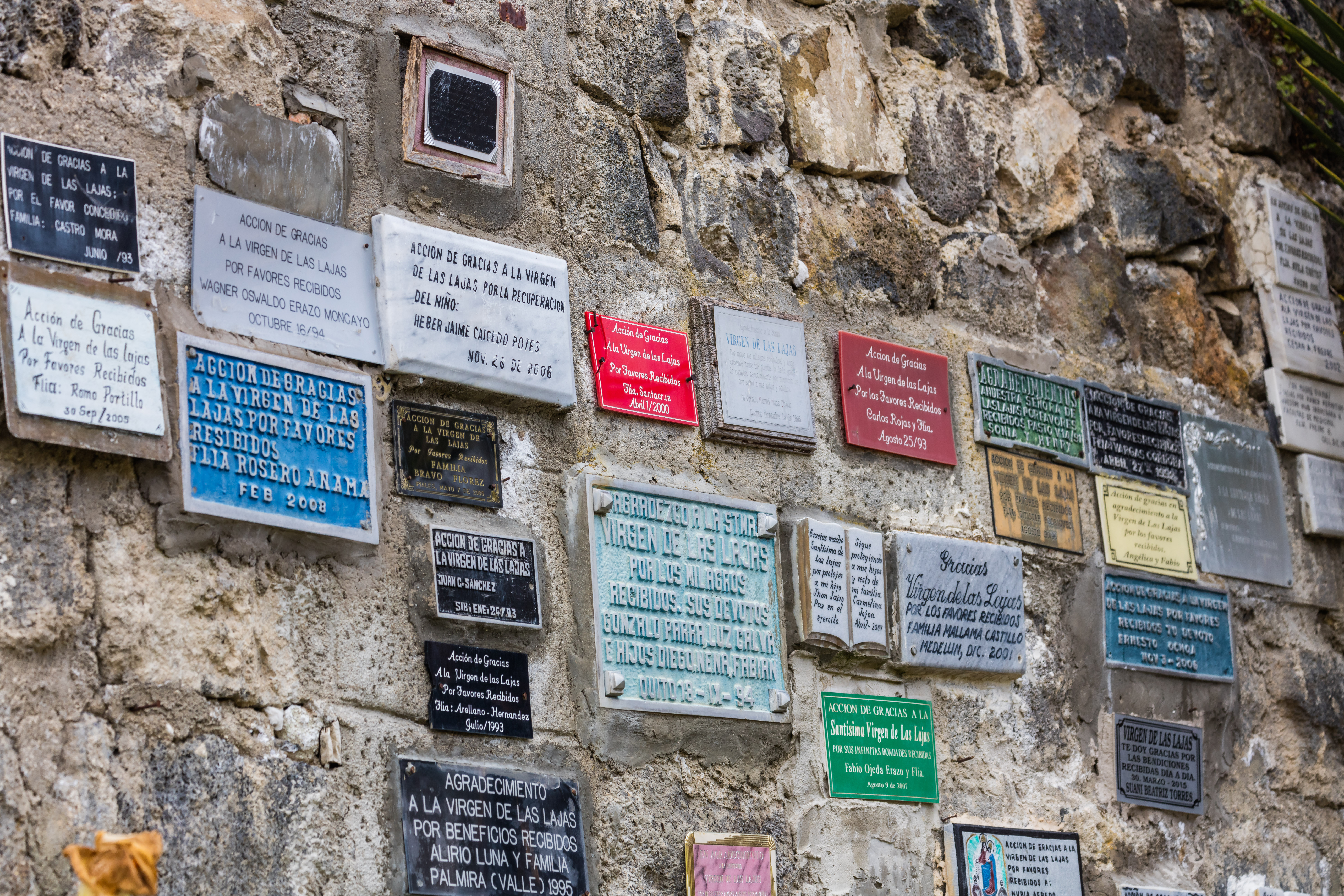
Пам'ятні дошки

- У 1951 році Святий Престол видав декрет про канонічну коронацію[en] Богоматері де лас Лахас, і з 1954 року святилище є малою базилікою.
- У 1984 році церква оголошена пам'яткою культурної спадщини країни резолюцією уряду Колумбії № 007 від 28.12.1984.
- У 2006 році резолюцією № 1592 від жовтня 2006 року церква Богоматері де лас Лахас оголошена об'єктом національного культурного інтересу, а її місцезнаходження відмежоване.
- У 2007 році церква Лас-Лахас визнана одним із семи чудес Колумбії[en], отримавши друге місце після Соляного собору Сіпакіри[en] в конкурсі, оголошеному колумбійською газетою El Tiempo.
- У 2015 році британська газета The Daily Telegraph вибрала церкву Лас-Лахас з-поміж 23 церков як найкрасивішу церкву в світі за її розташування та архітектуру[7].

## Релігійні аспекти

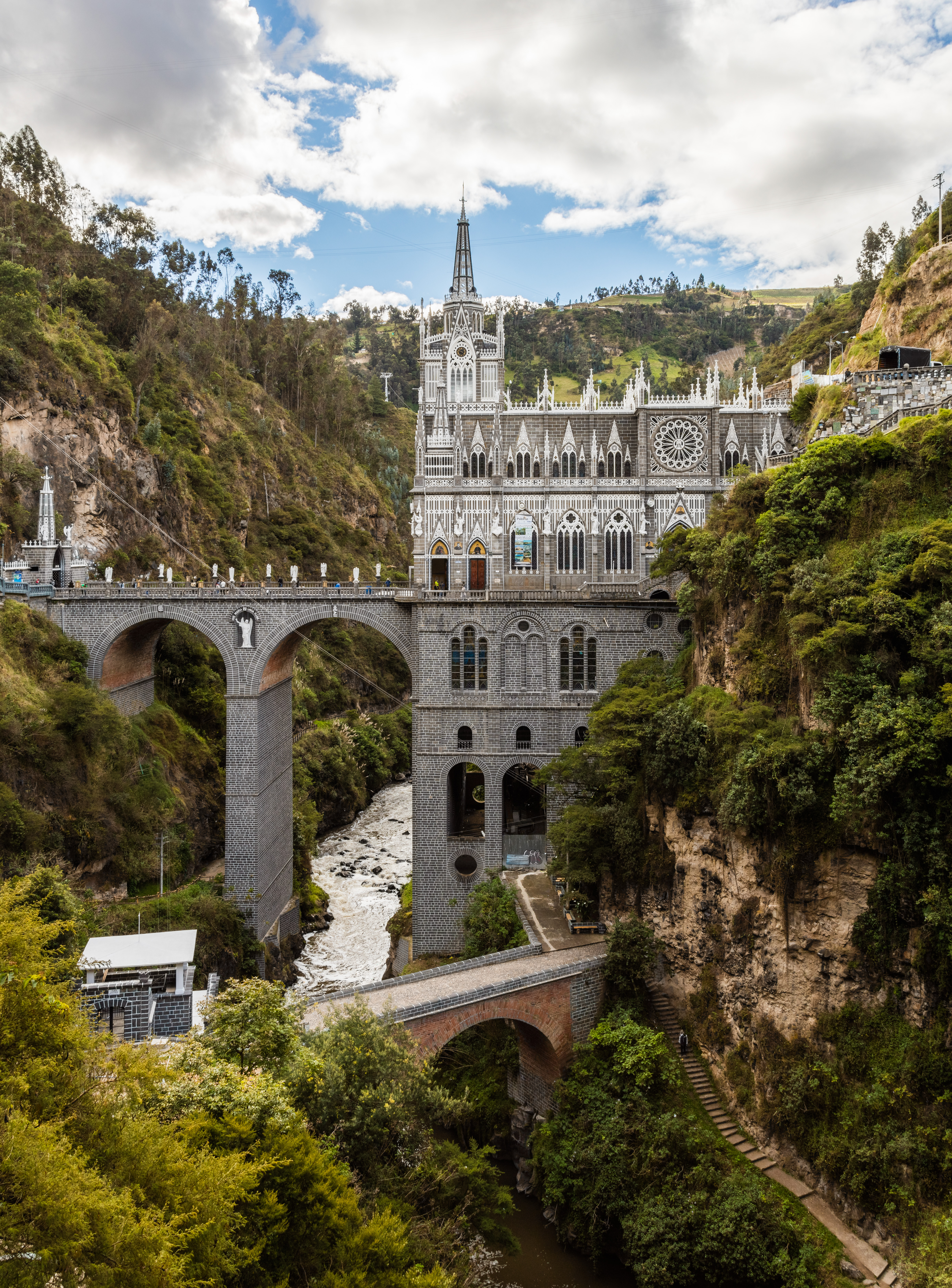
Вид з півдня

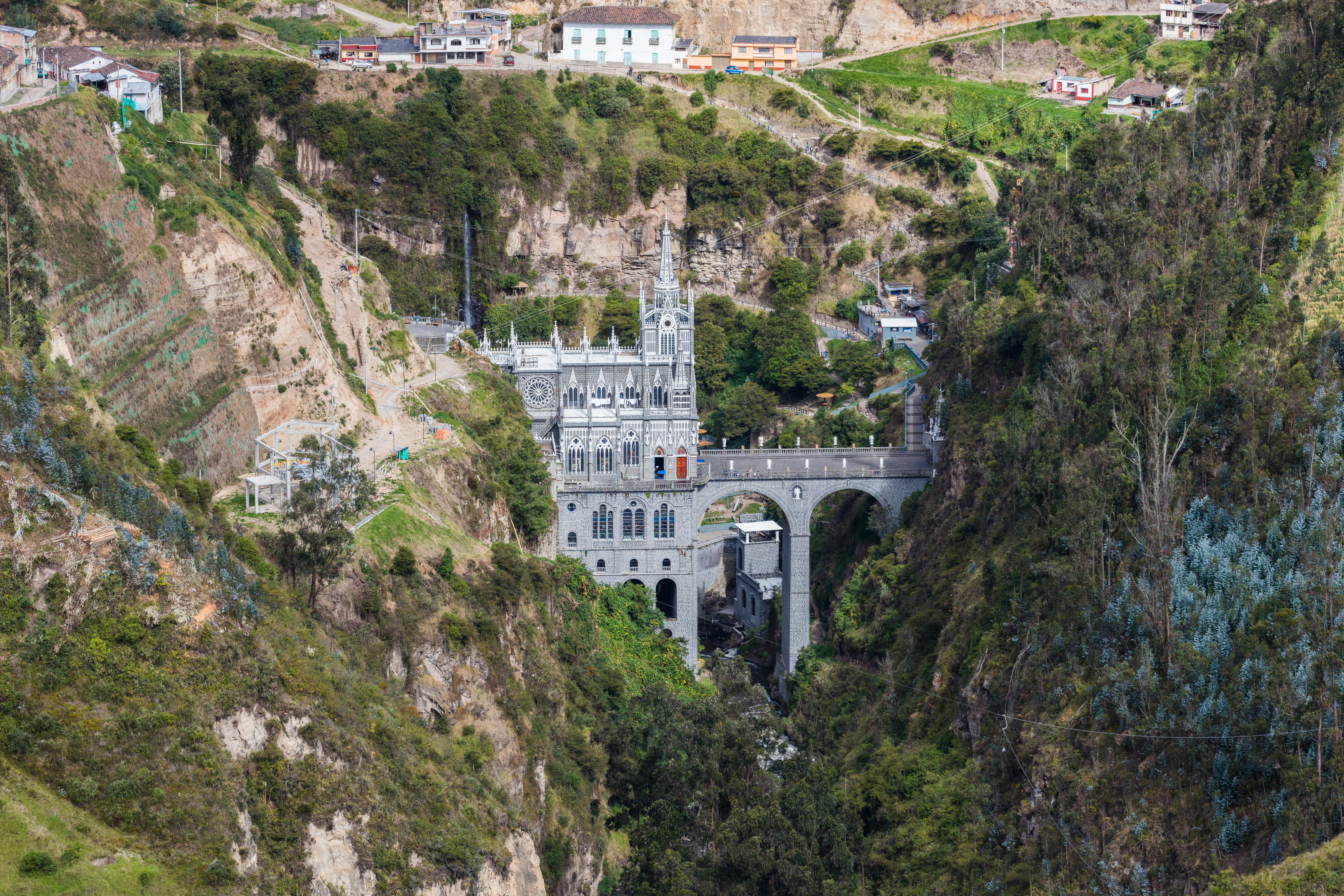
Вид з півночі

Парафія Лас-Лахас є частиною єпархії Іпіалес.
Церква знаходиться під опікою/адміністрацією, як внутрішньою, так і душпастирською, сестер-францисканок Непорочної Діви Марії; як у церковних, так і в релігійних питаннях нею опікуються капелан і священики парафії Богоматері дель Розаріо де лас Лахас єпархії Іпіалес.
Богослужіння здійснюються за римським обрядом.
Паломництво віруючих до санктуарію є безперервним, але збільшується тричі на рік: у вересні, коли відзначається свято місцевого покровителя, особливо 15 і 16 вересня; Страсний четвер, коли паломники, особливо з міста Пасто, або з Тукерреса та сусідніх міст, а також з Еквадору, прибувають пішки після 12-годинної подорожі; у грудні та перших числах січня кожного року.